# Senat Wedemeier II
Der Senat Wedemeier II amtierte vom 15. Oktober 1987 bis 11. Dezember 1991 als Bremer Landesregierung.
| Amt                                                                   | Name                                    | Partei | Partei |
| --------------------------------------------------------------------- | --------------------------------------- | ------ | ------ |
| Bremer Bürgermeister und Präsident des Senats                         | Klaus Wedemeier                         |        | SPD    |
| kirchliche Angelegenheiten                                            | Klaus Wedemeier                         |        | SPD    |
| Stellvertretender Präsident des Senats, Bürgermeister                 | Henning Scherf                          | SPD    |        |
| Inneres                                                               | Bernd Meyer bis 20. November 1988       | SPD    |        |
| Inneres                                                               | Claus Grobecker geschäftsführend        | SPD    |        |
| Inneres                                                               | Peter Sakuth ab 6. Dezember 1988        | SPD    |        |
| Justiz, Verfassung und Sport                                          | Volker Kröning                          | SPD    |        |
| Finanzen                                                              | Claus Grobecker                         | SPD    |        |
| Häfen, Schifffahrt und Verkehr                                        | Konrad Kunick                           | SPD    |        |
| Wirtschaft, Technologie und Außenhandel                               | Uwe Beckmeyer                           | SPD    |        |
| Gesundheit                                                            | Henning Scherf geschäftsführend         | SPD    |        |
| Gesundheit                                                            | Vera Rüdiger ab 26. Januar 1988         | SPD    |        |
| Umweltschutz und Stadtentwicklung (bis 7. Februar 1989 auch Bauwesen) | Eva-Maria Lemke-Schulte                 | SPD    |        |
| Bauwesen (ab 8. Februar 1989)                                         | Konrad Kunick                           | SPD    |        |
| Bildung, Wissenschaft und Kunst                                       | Horst Werner Franke bis 6. Februar 1990 | SPD    |        |
| Bildung, Wissenschaft und Kunst                                       | Henning Scherf                          | SPD    |        |
| Arbeit                                                                | Konrad Kunick bis 7. Februar 1989       | SPD    |        |
| Arbeit                                                                | Klaus Wedemeier                         | SPD    |        |
| Jugend und Soziales                                                   | Henning Scherf bis 6. Februar 1990      | SPD    |        |
| Jugend und Soziales                                                   | Sabine Uhl                              | SPD    |        |
| Bundesangelegenheiten                                                 | Klaus Wedemeier geschäftsführend        | SPD    |        |
| Bundesangelegenheiten                                                 | Vera Rüdiger ab 26. Januar 1988         | SPD    |        |